# АБВ Поща
 Тази статия е за уебсайта.  За други значения вижте Абв.
АБВ Поща (abv.bg) е безплатна уеб-базирана електронна поща, част от портфолиото на Нетинфо и Нова Броудкастинг Груп.
Създадена е през декември 1999 г. с идеята да бъде на български език и насочена конкретно към българските потребители. В abv.bg са регистрирани над три милиона потребители.

## История
От януари 2000 г. АБВ Поща въвежда SMS известяване за получен мейл на GSM, пейджър и ICQ и изпращане на съобщения до пейджър и ICQ.
През юни 2001 г. е добавена функцията „История“, с която потребителите могат да проверят влизанията си в пощенската си кутия. През същата година започват да функционират свързаните с услугата forum.abv.bg (който прекратява работата си на 1 юли 2017) и chat.abv.bg.
АБВ Поща е една от първите в България, които предоставят мобилна версия на своите потребители. Мобилната версия (m.abv.bg) се появява през 2006 г. и е обновявана през 2010 и 2015 г., когато достига над 50 000 000 преглеждания на месец.
От 2008 г. в сътрудничество с ICQ Inc. се появява продуктът АБВ*ICQ, софтуер за моментални съобщения, изработен изцяло на български език. Сътрудничеството е прекратено през септември 2010 г.
През 2008 г. е пуснат файловият организатор DOX.bg, благодарение на който съхраняването и споделянето на файлове с големи размери е много опростено и на потребителите е предоставено 3 гигабайта пространство.
През 2009 г. АБВ Поща променя началната си страница и добавя всички основни действия на потребителите в интернет – преглед на поща, търсене на информация, преглед на основните новини, прогноза за времето, забавление и личен хороскоп, както и приложение за съхраняване на файлове, като допълнение към самата АБВ Поща – DOX.bg. През същата година АБВ Поща е определена за едно от 50-те най-известни имена в сферата на потребителските стоки и услуги в България.
През 2014 г. АБВ Поща е класирана на 12-о място в годишното независимо проучване на Superbrands.
През 2015 година АБВ Поща стартира ново мобилно приложение.
През 2017 АБВ Поща въвежда допълнителни мерки за безопасността на своите потребители, като въвежда TLS криптиране на връзката между сървърите на подателя и получателя на електронни писма.
През май 2017 АБВ Поща започва инициатива за безопасност в онлайн пространството чрез рубриката АБВ Съвети – поредица от видеоматериали в блога на АБВ на различни теми, свързани със сигурността и безопасността на електронна поща.
През декември 2021 АБВ Поща получава многобройни сигнали от своите потребители, относно хакерски атаки, слабо ниво на защита и други подобни. АБВ Поща не предприема действия и към днешна дата.